# Paracambi (ort)
Paracambi är en ort i Brasilien.   Den ligger i kommunen Paracambi och delstaten Rio de Janeiro, i den sydöstra delen av landet, 900 km sydost om huvudstaden Brasília. Paracambi ligger 51 meter över havet och antalet invånare är 36 098.
Terrängen runt Paracambi är kuperad norrut, men söderut är den platt. Paracambi ligger nere i en dal. Runt Paracambi är det tätbefolkat, med 849 invånare per kvadratkilometer.. Närmaste större samhälle är Queimados, 19,7 km sydost om Paracambi.
Omgivningarna runt Paracambi är huvudsakligen savann.